# Saint-Clair-d’Arcey
Saint-Clair-d’Arcey ist eine Ortschaft und eine ehemalige französische Gemeinde mit 336 Einwohnern (Stand: 1. Januar 2022) im Département Eure in der Region Normandie. Sie gehörte zum Arrondissement Bernay und zum Kanton Bernay. Die Einwohner werden Arceyrois genannt.
Mit Wirkung vom 1. Januar 2019 wurden die früheren Gemeinden Saint-Aubin-le-Vertueux, Saint-Clair-d’Arcey und Saint-Quentin-des-Isles zur Commune nouvelle Treis-Sants-en-Ouche zusammengeschlossen und haben in der neuen Gemeinde den Status einer Commune déléguée. Der Verwaltungssitz befindet sich im Ort Saint-Aubin-le-Vertueux.

## Geografie
Saint-Clair-d’Arcey liegt auf der Grenze des Pays d’Ouche zum Lieuvin. Umgeben wird Saint-Clair-d’Arcey von den Ortschaften Bernay im Norden und Nordwesten, Fontaine-l’Abbé im Osten und Nordosten, Corneville-la-Fouquetière im Osten, Mesnil-en-Ouche im Süden sowie Saint-Aubin-le-Vertueux im Westen.

## Geschichte
| Jahr      | 1962 | 1968 | 1975 | 1982 | 1990 | 1999 | 2006 | 2013 |
| --------- | ---- | ---- | ---- | ---- | ---- | ---- | ---- | ---- |
| Einwohner | 309  | 286  | 262  | 250  | 292  | 325  | 310  | 344  |

## Sehenswürdigkeiten
- Kirche Saint-Clair aus dem 13. Jahrhundert

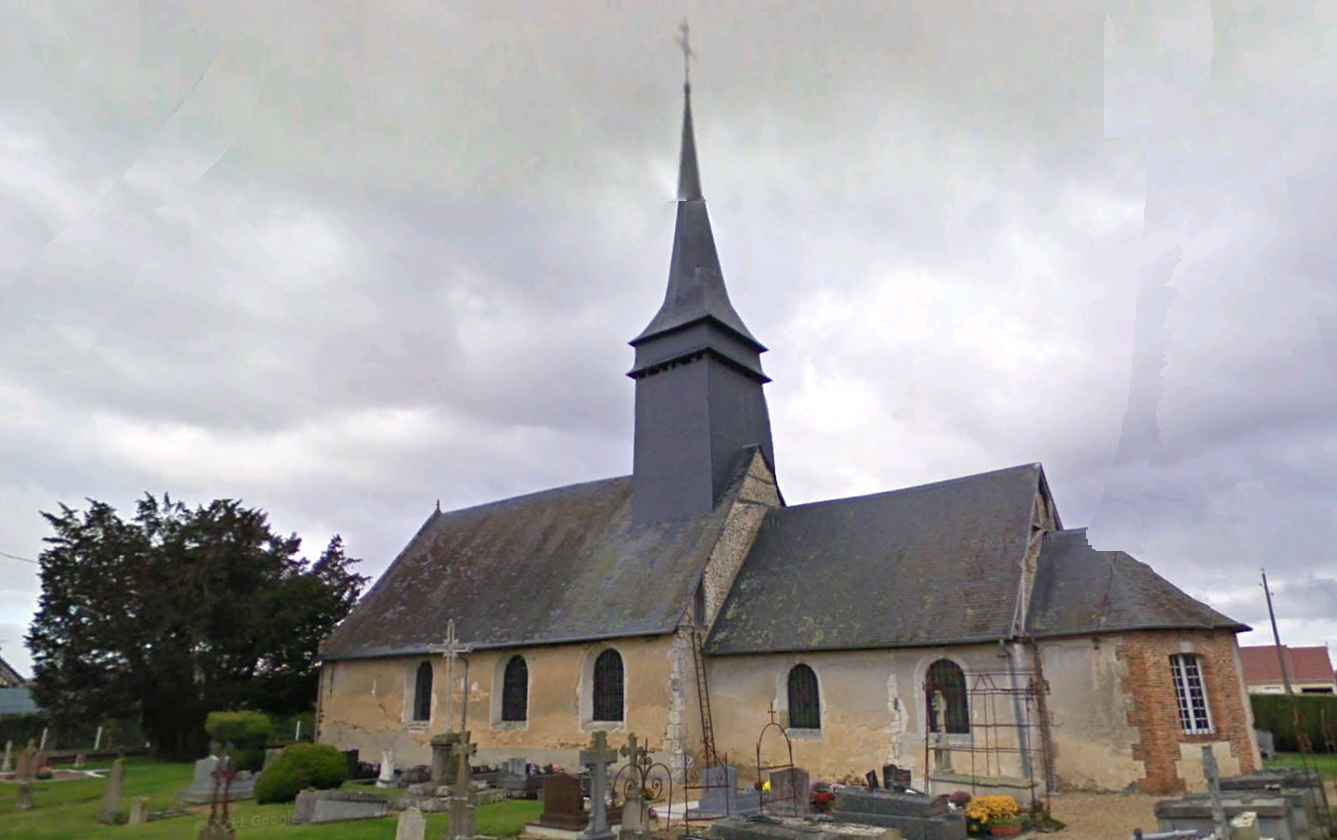
Kirche Saint-Clair